# Hultsfred
Hultsfred er hovedby i Hultsfreds kommune, Kalmar län, Småland, Sverige.
Oprindelig var Hultsfred en by i Vena sogn, men på grund af jernbanen og det militære øvelsesområde, voksede byen til en köping.